# Joe Klecko
Pro Football Hall of Fame 2023
(en) Statistiques sur pro-football-reference
Joseph Edward « Joe » Klecko, né le 15 octobre 1953 à Chester, est un joueur américain de football américain.
Ce defensive lineman a joué en National Football League (NFL) pour les Jets de New York de 1977 à 1987 et pour les Colts d'Indianapolis en 1988.
Chez les Jets, il a fait partie de la redoutée défense surnommée « New York Sack Exchange ».